# Conde de Lancastre
Conde de Lancastre é um título nobiliárquico criado por D. Luís I de Portugal, por Decreto de 11 de Setembro de 1873, em favor de D. António Manuel de Saldanha e Lancastre, antes 1.º Visconde de Lancastre.
Titulares
1. D. António Manuel de Saldanha e Lancastre, 1.º Visconde e 1.° Conde de Lancastre.

Após a Implantação da República Portuguesa, e com o fim do sistema nobiliárquico, usaram o título: 
1. D. António Maria de Sousa e Faro de Lancastre, 2.º Conde de Lancastre;
2. D. Maria João Burnay de Lancastre, 3.ª Condessa de Lancastre.